# Son Saura
Son Saura är en park i Spanien.   Den ligger i regionen Balearerna, i den östra delen av landet, 600 km öster om huvudstaden Madrid. Son Saura ligger 2 meter över havet.
Terrängen runt Son Saura är platt. Havet är nära Son Saura söderut.  Närmaste större samhälle är Ciutadella, 9,3 km nordväst om Son Saura. 